# Championnat de La Réunion de football 2006
Navigation
Édition précédente Édition suivante
Le Championnat de La Réunion de football 2006 est la 56e édition de la compétition qui fut remportée par l'US Stade Tamponnaise.

## Classement
| Rang | Équipe                   | Pts | J  | G  | N  | P  | Bp | Bc | Diff |
| ---- | ------------------------ | --- | -- | -- | -- | -- | -- | -- | ---- |
| 1    | US Stade Tamponnaise (T) | 88  | 26 | 19 | 5  | 2  | 50 | 15 | +35  |
| 2    | JS Saint-Pierroise       | 81  | 26 | 16 | 7  | 3  | 48 | 26 | +22  |
| 3    | SS Jeanne d'Arc          | 73  | 26 | 14 | 5  | 7  | 42 | 29 | +13  |
| 4    | Saint-Pauloise FC (C)    | 71  | 26 | 12 | 9  | 5  | 33 | 23 | +10  |
| 5    | SS Excelsior             | 69  | 26 | 12 | 7  | 7  | 40 | 23 | +17  |
| 6    | AS Marsouins             | 65  | 26 | 10 | 9  | 7  | 33 | 27 | +6   |
| 7    | Saint-Denis FC           | 64  | 26 | 9  | 11 | 6  | 38 | 24 | +14  |
| 8    | SS Saint-Louisienne      | 60  | 26 | 9  | 7  | 10 | 43 | 36 | +7   |
| 9    | SS Capricorne            | 54  | 26 | 5  | 13 | 8  | 16 | 23 | -7   |
| 10   | US Possession (P)        | 52  | 26 | 6  | 8  | 12 | 26 | 39 | -13  |
| 11   | SS Rivière Sports        | 51  | 26 | 7  | 4  | 15 | 28 | 37 | -9   |
| 12   | SS Gauloise (P)          | 49  | 26 | 5  | 8  | 13 | 28 | 46 | -18  |
| 13   | JS Cressonnière (P)      | 44  | 26 | 4  | 6  | 16 | 24 | 48 | -24  |
| 14   | US Bénédictine           | 37  | 26 | 2  | 5  | 19 | 19 | 72 | -53  |

|  | Champion de La Réunion et qualification pour la Ligue des Champions de la CAF 2007 |
|  | Qualification pour la Coupe de la CAF 2007                                         |
|  | Relégation en 2e division                                                          |